# Gmina zbiorowa Aue
Gmina zbiorowa Aue (niem. Samtgemeinde Aue) – gmina zbiorowa położona w niemieckim kraju związkowym Dolna Saksonia, w powiecie Uelzen. Siedziba administracji znajduje się w miejscowości Wrestedt.
Gmina zbiorowa powstała 1 listopada 2011 z połączenia gminy zbiorowej Bodenteich oraz Wrestedt.

## Podział administracyjny
Do gminy zbiorowej Aue należą cztery gminy, w tym jedno miasto (Flecken):
1. Bad Bodenteich
2. Lüder
3. Soltendieck
4. Wrestedt